# Jan Spáčil-Žeranovský

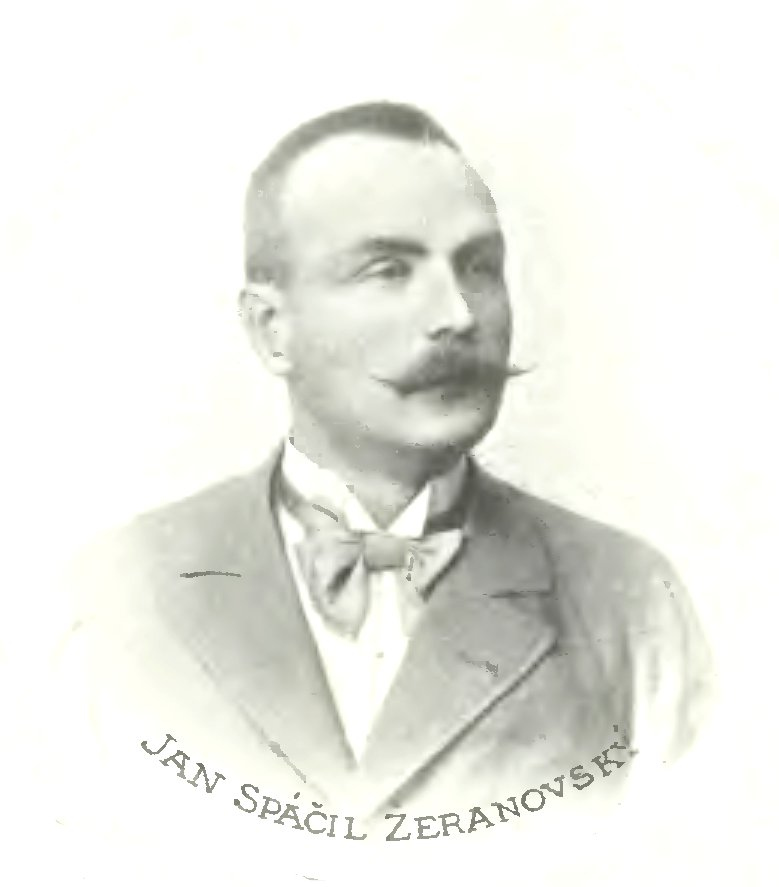
Jan Spáčil Žeranovský, Národní album, 1899

Jan Spáčil-Žeranovský, eigentlich Jan Spáčil (* 26. Januar 1857 in Žešov, Mähren; † 9. Januar 1905 in Šternberk, Mähren) war ein tschechischer Schriftsteller, Dichter, Journalist und Übersetzer.

## Leben und Wirken
Jan Spáčil wurde in dem hannakischen Dorf Žešov als Sohn eines Schusters geboren. Sein jüngerer Bruder Augustin Spáčil (1871–1929) war ebenfalls als Schriftsteller und Übersetzer tätig und gebrauchte das Pseudonym Karel Lekeš.
Nach dem Besuch der Gymnasien in Kremsier und Olmütz begann Spáčil 1878 ein Theologiestudium an der Theologischen Fakultät Olmütz, das er jedoch bald zugunsten einer journalistischen Tätigkeit abbrach.
Er war danach in Prag, Wien und in Mähren als Journalist und Redakteur für die Blätter Čech, Divadelní list, Kutnohorské listy, Politik, Koleda, Prostějovské noviny, Ratibor, Hlas národa, Moravská orlice, Našinec und Parlamentär tätig, wobei die Arbeit als Feuilletonist und Rezensent den Schwerpunkt bildete. Hierbei legte er sich das Pseudonym Žeranovský zu.
Im hannakischen Dialekt veröffentlichte Spáčil humoristische Kurzerzählungen und Skizzen. Im Stil von Jaroslav Vrchlický schrieb er Gedichte, die Liebe, Religion und Erinnerungen thematisierten und in den Illustrierten Světozor und Zlatá Praha veröffentlicht wurden. Außerdem übersetzte Spáčil Vrchlickýs Vittoria Colonna, Havlíčeks Křest svatého Vladimíra und die Ortsgeschichte der Gemeinden Olšany und Štětovice aus dem Tschechischen ins Deutsche sowie Werke von Victor Hugo und José María Heredia in Tschechische.
Spáčil-Žeranovský war u. a. Mitglied in den Verbänden Hanáci v Praze, Moravská beseda und Umělecká beseda.
1904 erschien mit Samó tihó eine Sammlung seiner hannakischen Skizzen und Feuilletons, die 1925 in einer zweiten Auflage erneut herausgegeben wurde. Nach seinem Tode wurden seine Gedichte 1909 in Buchform unter dem Titel Výše a propasti herausgegeben.
Im Brünner Stadtteil Černovice wurde die Straße Spáčilova nach ihm benannt.

## Publikationen
- (als Übersetzer): Trofeje Gedichte von José María Heredia, Sborník světové poesie, Nr. 68, Alois Wiesner, Prag 1894
- Čtvrt století Matice školské v Brně, Místní odbor Ú.M.Š., Brünn 1903
- Samó tihó: hanácké črty a obrázky, Olomouci, Olmütz 1904
- Výše a propasti, J. Otto, Prag 1909
- Otakar Bystřina; Jan Spáčil Žeranovský; Alois Zábranský: Tři z Hané, Ratolest, Sv. 2, Vilém Šmidt, Prag 1943